# Список жінок у математиці

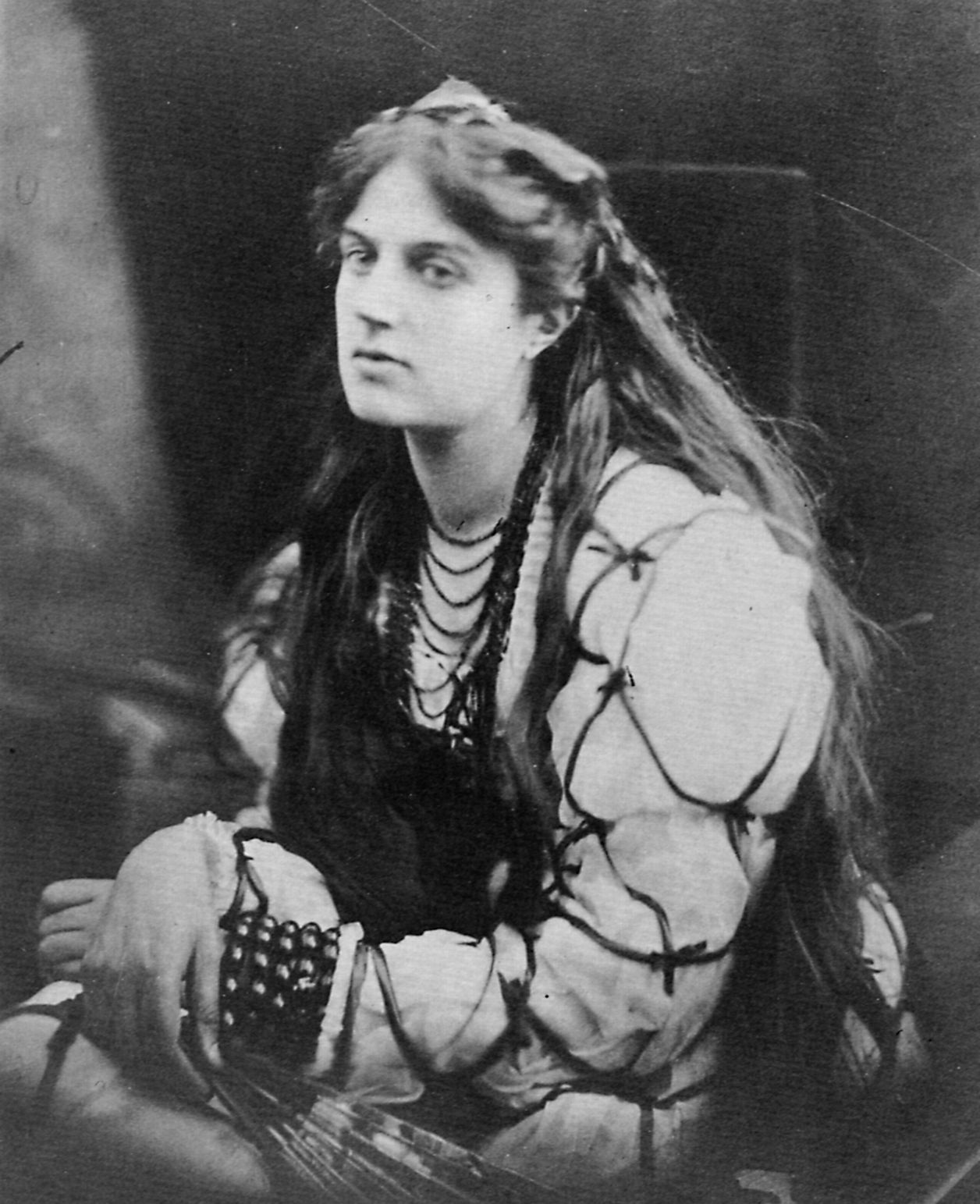
Древня греко-єгипетська математикиня Гіпатія була прообразом багатьох культурних інтерпретацій ХІХ та ХХ ст. Тут у виконанні Марі Спарталі Стіллмен (фото Джулії Маргарет Кемерон).

Це абетковий список дослідниць, що зробили значний внесок чи досягли успіхів у математичних науках. Він включає жінок, що займались чи займаються математичними дослідженнями, математичною освітою, історією та філософією математики, залученням громадськості та математичними змаганнями.

## А
- Карен Аардал[en] (нар. 1961), норвезька та данська прикладна математикиня, комп'ютерна вчена-теоретикиня, дослідниця операцій.
- Хана Абдельрахман[en], єгипетська та норвезька математична освітянка.
- Ізабела Абамовіч[en] (1889—1973), польська математикиня та викладачка математики.
- Доріт Агаронов[en] (нар. 1970), ізраїльська фахівчиня з квантових обчислень.
- Луїза Доріс Адамс (–1966), британська реформаторка математики, президент Математичної асоціації.
- Ліка Агрікола[en] (нар. 1973), німецька експертка з диференціальної геометрії та її застосувань у математичній фізиці.
- Герта Маркс Айртон (1854—1923)
- Беатріс Айтчісон[en] (1908—1997), американська топологиня.
- Мара Алагік[en], сербська математична освітянка, головна редакторка Journal of Mathematics and the Arts.
- Гелен Попова Алдерсон[en] (1924—1972), російська та британська математикиня і перекладачка, писала про квазігрупи та закони реципрокності.
- Грейс Алель-Вільямс (нар. 1932), перша жінка, що очолила Нігерійський університет.
- Aldona Aleškevičienė-Statulevičienė (1936—2017), литовська теоретикиня імовірності.
- Стефані Александер[en], американська дослідниця диференціальної геометрії.
- Лара Алкок[en], британська математична освітянка та авторка.
- Флоренс Еліза Аллен[en] (1876—1960), друга жінка та четверта взагалі д. матем. н. в Університеті Вісконсіна.
- Марія Ґаетана Аньєзі (1718—1799), італійська математикиня та філософиня, можливо перша жінка з професорським ступенем з математики.
- Тетяна Афанасьєва (1876—1964), російсько-данська дослідниця в областях статистичної механіки, випадковості та навчання геометрії.

## Б
- Ніна Карлівна Барі (1901—1961)
- Рут Барі (1917—2005)
- Агнес Сайм Бакстер (1870—1917)
- Дороті Льюїс Бернштайн (1914—1988)
- Олександра Беллоу (1935)
- Васанта Бхат-Наяк (1938—2009)
- Гертруда Бланш (1897—1996)
- Ленора Блум (1942)
- Алісія Буль Стотт (1860—1940)
- Мері Еверест Буль (1832—1916)
- Марджорі Лі Браун (1914—1979)
- Клара Латімер Бекон (1866—1948)
- Джозефіна E. Бурнс (1887-? ?)
- Елізабет Р. Беннет (1880—1972)
- Сюзн Роз Бенедикт (1873—1942)
- Грейс M. Бариз (1875—1962)
- Мабель Шмайзер Барнс (1905—1993)
- Олександра Бєлова (1935-)
- Джоан С. Бірман (1927-)
- Валентина Миколаївна Барок (1931—2004)
- Ліда Барретт (1927-)

## В
- Олена Сергіївна Вентцель
- Катрін Верхейм
- Карен Вогтменн
- Мелані Вуд (1981-)
- Роксана Хейвард Вівіан (1871-? ?)
- Анна Пелл Веллер (1883—1966)
- Грейс Алель Вільямс (1932-)
- Сільвія Янг Вігенд (1945-)
- Сіджі Ву (1964-)
- Аргелія Велез-Родрігес (1936-)
- Мері Катерина Бішоп Вейсс (1930—1966)

## Г
- Хільда Гейрінгер
- Кароліна Гершель (1750—1848)
- Гіпатія (? -415)
- Шафі Гольдвассер (1958-)
- Една Гроссманн
- Хелен Грюндмен
- Рут Гентрі (1862—1917)
- Гернет Надія Миколаївна (1877—1943)
- Хільда Фойбе Гудзон (1881—1965)
- Анна Стаффорд Генрієтт (1905—2004)
- Сестра Мері Гервейс (1888—1926)
- Евелін Бойд Гренвілл (1924-)
- Мері Грей (1939)

## Д
- Алісія Дікенштейн (1955-)
- Елізабет Дікерман (1872—1954)
- Інгрід Добеші (1954-)
- Мері Долчіані
- Аднесс Мейєр Дрісколл (1889—1971)
- Флоренс Найтінгейл Девід (1909—1993)

## Ж
- Софі Жермен (1776—1831)
- Світлана Яківна Житомирська (1966)

## З
- Істер Зекерес (1910—2005)

## К
- Світлана Каток
- Керол Карп
- Френсіс Кейв-Браун-Кейв
- Маріанна Кзорні (1975-)
- Френсіс Кірвен
- Марія Клевей
- Софія Василівна Ковалевська (1850—1891)
- Йвонн Коет-Брюхет
- Гертруда Кокс
- Едіт Кларк (1883—1959)
- Віра Миколаївна Кублановська (1920—2012)
- Крістіна Кюперберг (1944-)
- Людмила Всеволодівна Келдиш (1904 -)
- Гертруда Мері Кох (1900—1978)
- Марі Люсія Картрайт (1900—1998)
- Тереза Кохен (1892—1992)
- Ціцілія Крігер (1894—1974)
- Кларібелл Кенделл (1889—1965)
- Елізабет Моран Купер (1891—1967)
- Луїз Дюффілд Коммінгз (1870—1947)
- Лінда Кін (1940-)
- Ненсі Коппел (1942-)

## Л
- Ада Лавлейс (1815—1852)
- Ольга Олександрівна Ладиженська (1922—2004)
- Ренью Ласкар
- Нен Лейрд
- Єлизавета Литвинова
- Джудіт Лонгер (1938—1995)
- Руд Лоуренс
- Крістін Ледд-Франклін (1847—1930)
- Марія Літзінгер (1899—1952)
- Маргарита Леф (1898—1988)
- Клавдія Яківна Латишева (1897—1956)
- Меймі І. Логздон (1881—1967)
- Една Крамер Лассар (1902—1984)
- Емма Троцька Лехмер (1906)

## М
- Мілева Марич (1875—1948)
- Рут Мауфенг (1905—1977)
- Іда Меткалф (1857—1952)
- Елісон Міллер
- Меріам Мірзакані (1977-)
- Анні Москоль
- Ада Медісон
- Шейла Мекінтайр
- Меррілл Вініфред Едгертон (1862—1951)
- Єлена Ебботт Меррілл (1864—1949)
- Ізабель Медісон (1869—1950)
- Емілі Нортон Мартін (1869—1936)
- Хільда Гейрінгер фон Мізес (1893—1973)
- Дороті МкКой (1903—2001)
- Шейла Скотт Масінтір (1910—1960)
- Ф. Джессі МакВільямс (1917—1990)
- Віра Миколаївна Масленнікова (1926-)
- Кетлін Мораветс (1923-)
- Дуза МкДуфф (1945-)
- Вів'єн Малон-Мейз (1932—1995)

## Н
- Анна Нагорна
- Флоренс Найтінгейл (1820—1910)
- Еммі Нетер (1882—1935)
- Філісс Нікольсон
- Джоанна Нойманн (1914—1971)
- Голді Прінтіс Нортон (1887—1972)
- Мері Франсез Вінстон Ньюсон (1869—1959)
- Евелін M. Нельсон (1943—1987)
- Ханна Нейман (1914—1971)

## О
- Ольга Арсенівна Олійник (1925—2001)
- Дем Кетлін Оллереншоу (1912-)
- Хелен Бревстер Оуенс (1881—1968)

## П
- Анна Олена Пальмі (1863—1946)
- Раман Парімала
- Леона Мей Пірс (1863—1954)
- Роза Петер (1905—1977)
- Єлена Піскопія (1905—1977)
- Пелагея Полубарінова-Кочина
- Шеріл Праґер (1948-)
- Фреда Портер (1957-)
- Бернадетт Перрін-Ріо (1955)
- Шарлотта Ельвіра Пенгра (1875—1916)
- Софі Піккард (1904-)
- Віра Плесс (1931)
- Ліза Піччирілло

## Р
- Ідн Райтн (1942-)
- Марджорі Райс
- Марія Ратнер (1938-)
- Дороті Рінч (1894—1976)
- Джулія Робінсон (1919—1985)
- Айда Родес
- Лінда Рочсчайлд
- Вірджинія Регздейл (1870—1945)
- Маргарет Райт (1944-)
- Джудитта Ройтмен (1945-)
- Лінда Ротшильд (1945-)
- Ненсі Рейд (1952-)
- Марина Райнер (1938-)
- Мері Пенсворт Реагор (1945-)
- Аліса Рот (1905—1977)
- Олена Расінова (1917—1994)
- Луїза Джонсон Розенбайм (1908—1980)
- Міна Різ (1902—1997)
- Мері Елен Рудін (1924-)
- Мері Ґолда Росс[en] (1908—2008)

## С
- Катя Сайкара
- Мері Самервілль (1780—1872)
- Карен E. Сміт (1965-)
- Елізабет Скотт
- Шарлотта Скотт (1858—1931)
- Клара Еліза Сміт (1865—1943)
- Ніна Снейт
- Діана Соувейн
- Ірина Стьоган (1919—2008)
- Лінда Стокер
- Лао Генерва Сімонс (1870—1949)
- Елізабет Степхенсен (1872—1961)
- Мері Емілі Сірнклайа (1878—1955)
- Паулін Сперрі (1885—1967)
- Мілдред Леонора Сандерсон (1889—1914)
- Лорна Мері Свейн (1891—1936)
- Джудітт Д. Селлі (1937)
- Кора Ретто де Садосскі (1912—1981)
- Джейн Кронін Сканлон (1922-)
- Леслі Сібнер (1934-)
- Кора Садовскі (1940-)
- Марія Сінджіні-Сібраріо (1905—1992)

## Т
- Дайна Тайміна
- Єва Тардос (1957-)
- Ольга Тасскі-Тодд (1906—1995)
- Теано
- Анрі Террас (1942-)
- Чу-Ліан Тернг
- Абігейл Томпсон (1958-)
- Джин Тейлор (1944-)
- Ольга Тайська-Тодд (1906—1995)
- Бьод Маргарет Тюрнер (1877—1962)

## У
- Карен Уленбек (1942-)

## Ф
- Мері Файсермер (1906—1996)
- Етта Фальконе (1933—2002)
- Сара Фленнері
- Ірмгард Флюг-Лотц
- Філіппа Фокетт (1868—1948)
- Герта Фрайтаг
- Енні МакКеннон Фітч (1868—1940)
- Анна Босворт Фоске (c1868-1907)
- Філіппа Гаррет Фавсетт (1868—1948)
- Кет Фенчел (1905—1983)
- Мері Селін Фазенмавер (1906—1996)
- Ганна Фрай (нар. 1984)

## Х
- Еллен Аманда Хайз (1851—1930)
- Грета Херманн
- Сьюзн Ховсан (1973-)
- Джуді Хольднер
- Хешень Ху (р. 1928)
- Крітстін Хемілл (1923—1956)
- Кора Барбара Хеннель (1886—1947)
- Олів Кліо Хазлетт (1890—1974)
- Юфімія Лофтон Хайнес (1890—1980)
- Нола Хейнез (1897—1996)
- Грейс Бревстер Мюррей Хоппен (1906—1992)
- Маргарет Жермен Хегуд (1908—1963)
- Хезхенг Ху (1928-)
- Мері Ф. Хілерр (1931-)
- Луїза Хей (1935—1989)
- Глорія Хевітт (1935-)
- Ірен Х'ютер (1965-)

## Ч
- Сан-Янг Еліс Чанг (1948-)
- Фан Чанг (1949)
- Зоя Чаушеску (1949—2006)
- Марія Чибраріо (1905—1992)
- Ювоно Чокетт-Брухат (1923-)

## Ш
- Еліс Шафер
- Емілі дю Шатле (1706—1749)
- Брама Шрінівасан (1935-)
- Іда Мей Шоттенфеллз (1869—1942)
- Доріс Шатшнейдер (1939-)

## Е
- Тетяна Павлівна Еренфест (1905—1984)
- Карін Ердманн (1948-)
- Анні Дейл Біддлл Ендрюс (1885—1940)

## Ю
- Карен Юленбек (1942-)

## Я
- Грейсі Янг (1868—1944)
- Лей-Санг Янг
- Софія Олександрівна Яновська (1896—1966)